# ربيع شباب روك لي (مانغا)
سجلات ربيع شباب روك ري النينجا المليء بالقوة (ロック・リーの青春フルパワー忍伝 روكو ري نو سيشون فورو باوا نيدين) هي سلسلة مانغا متفرعة من سلسلة ناروتو. تحكي السلسلة الحياة اليومية وكذلك تدريب نينجا الورق روك لي، الذي يستخدم التايجتسو ولا يستطيع استخدام النينجتسو والغينجتسو. كتب المانغا ورسمها كينجي تايرا ونُشرت في سوبر سترونغ جمب ابتداءً من 3 ديسمبر 2010 حتى 4 يوليو 2014. وقد أنتج أنمي منها وبدأ عرضه 3 أبريل 2012 وانتهى 26 مارس 2013.

## المانغا
سجلات ربيع شباب روك ري النينجا المليء بالقوة، يكتبها ويرسمها كينجي تايرا. نشرت شوئيشا المانغا في مجلة سايكو جمب ابتداءً من ديسمبر 2010 وحتى يوليو 2014. فصول المسلسل قد جُمعت في صيغة مجلدات تانكوبون، ونُشرت أول مرة 3 فبراير 2012 وأخر مرة 4 أغسطس 2014.

## الأنمي
الأنمي بعنوان روك لي وأصدقائه النينجا وهو مبني على سلسلة المانغا روك لي نو سيشون فول باور نيندين لكينجي تايرا والمقتبسة والتابعة لمانغا ناروتو لماساشي كيشيموتو. أعلنت شوئيشاوفي فبراير 2012 عن المسلسل والذي أنتجه إستديو بيرو وأخرجه ماساهيكو موراتا وعُرضت أول حلقة في تاريخ 3 أبريل 2012 على تلفاز طوكيو. يحتوي المسلسل على 51 حلقة، كل حلقة تتكون من مقطعين مدة كل منهما 10 دقائق تقريبًا.

## الشخصيات
| الشخصية         | المؤدي الياباني | المؤدي العربي  |
| --------------- | --------------- | -------------- |
| روك لي          | يويشي ماسوكاوا  | رأفت بازو      |
| ساسوكي أوتشيها  | نورياكي سوغياما | رأفت بازو      |
| ناروتو أوزوماكي | جونكو تاكيوتشي  | إياس أبو غزالة |
| نيجي هيوغا      | كويتشي توتشيكا  | عادل أبو حسون  |
| غارا            | أكيرا إيشيدا    | عادل أبو حسون  |
| تن تن           | يوكاري تامورا   | شهناز سليم     |
| مايت غاي        | ماساشي إبارا    | رائد مشرف      |
| ساكورا هارونو   | تشي ناكامورا    | أسيمة يوسف     |
| كاكاشي هاتاكي   | كازوهيكو إينوي  | طالب الرفاعي   |
| الراوي          | تورو أوكاوا     | طالب الرفاعي   |
| هيناتا هيوغا    | نانا ميزوكي     | هزار سليمان    |
| إينو ياماناكا   | ريوكا يوزوكي    | كريستين شحود   |
| أوروتشيمارو     | كوجيرا          | محمد مصطفى     |
| ساي             | ساتوشي هينو     |                |
| كابوتو ياكوشي   | نوبوتوشي كانا   |                |
| تسونادي         | ماساكو كاتسكي   | صفاء رقماني    |

## وصلات خارجية
- ربيع شباب روك لي (مانغا)  في شبكة أخبار الأنمي
- روك لي وأصدقاؤه النينجا (أنمي)  في شبكة أخبار الأنمي
- ربيع شباب روك لي على موقع ANN manga (الإنجليزية)